# Psammoclema vosmaeri
Psammoclema vosmaeri är en svampdjursart som beskrevs av Poléjaeff 1884. Psammoclema vosmaeri ingår i släktet Psammoclema och familjen Chondropsidae.
Artens utbredningsområde är havet kring Australien. Inga underarter finns listade i Catalogue of Life.